# Площадь Сикорского
Площадь Сикорского — площадь в Приморском районе Санкт-Петербурга. Треугольная площадь на пересечении проспекта Королёва и улицы Уточкина.

## Наименование
25 февраля 2010 года получила своё имя в честь авиаконструктора Игоря Сикорского в память о том, что сконструированный им первый в мире четырёхмоторный самолёт «Русский витязь» впервые поднялся в воздух 15 марта 1913 года именно с Комендантского аэродрома. Так была продолжена традиция именовать улицы и площади Комендантского аэродрома и Озера Долгого в честь конструкторов и лётчиков.

## История
Площадь образовалась в 1987 году.

## Достопримечательности

### Фонтан «Сказки детства»

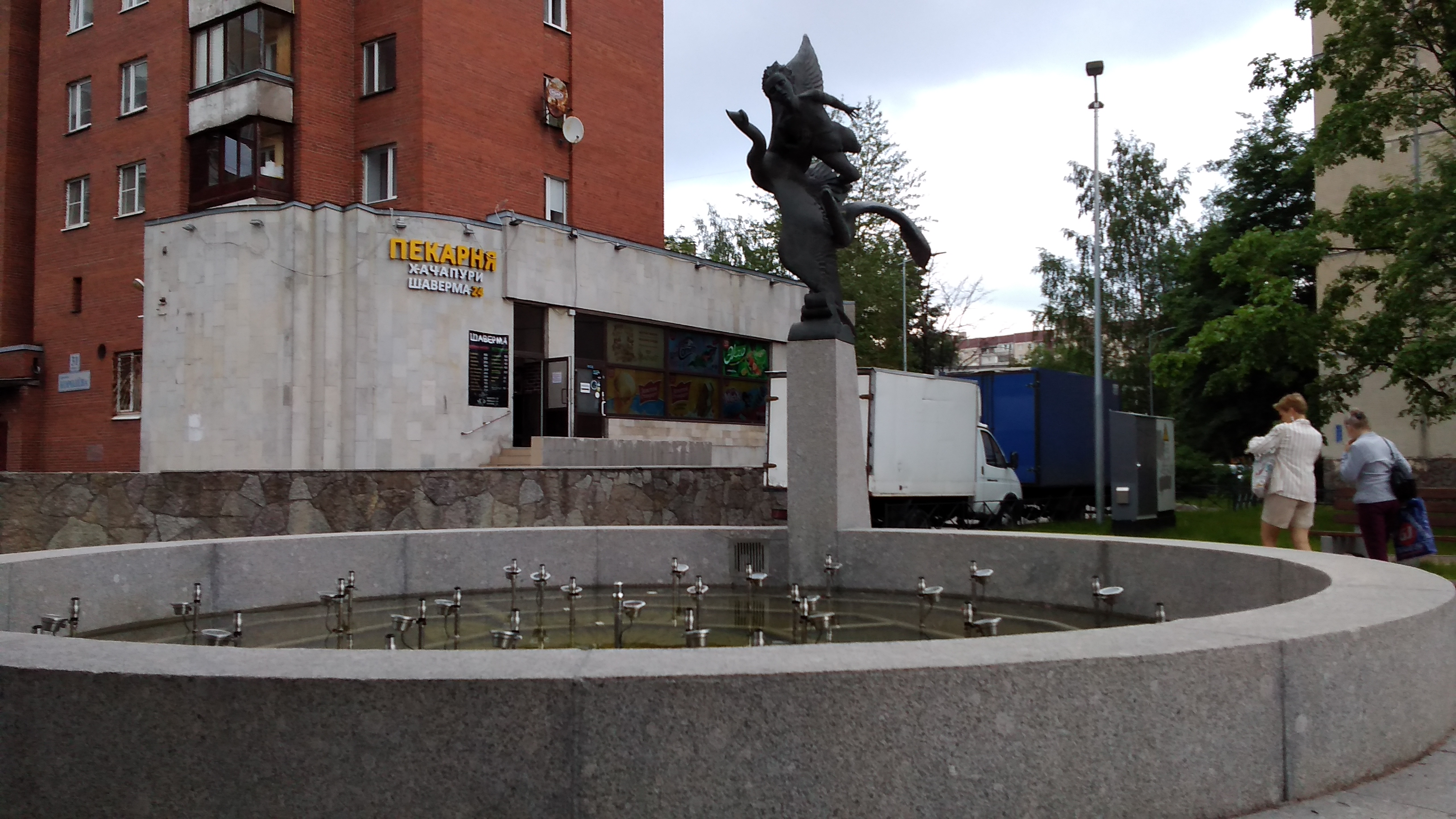
Фонтан «Мальчик и гуси» («Сказки детства») на площади Сикорского

Фонтан «Сказки детства» (народное название — «Мальчик и гуси»). Фонтан установлен в 1989 году по проекту архитектора Н.Н. Баранова и скульптора Э.М. Агаяна. Высота бронзовой композиции 200 см, высота гранитного постамента 100 см.

## Транспорт
Ближайшая станция метро:  «Комендантский проспект» (пешком 860 метров). 
На площади есть остановки общественного транспорта «Улица Уточкина»: автобус №76, 112, 134Б, 170, 180, 182, 221, троллейбус №2, 25, 50, 52.